# Sapinho-de-verrugas-verdes
O sapinho-de-verrugas-verdes (Pelodytes punctatus) é uma rã muito pequena e esguia com patas posteriores grandes, cabeça achatada e pupilas verticais. Os machos atingem apenas 3,5 centímetros e as fêmeas 4,5 cm. A face de cima do corpo tem cor variável, normalmente com manchas verdes irregulares sobre um fundo castanho claro, cinzento ou verde-oliva. As costas do sapinho-de-verrugas-verdes tem verrugas alongadas, muitas vezes em filas longitudinais ondulantes que podem ser laranja, ao longo do flanco. Não têm glândula parotoide. O ventre é branco, com laranja à volta da pélvis. Na época de reprodução, os machos desenvolvem tubérculos escuros na parte interior dos dedos e membros anteriores, assim como no peito. Os membros anteriores dos machos são mais fortes do que os das fêmeas.

## Reprodução
Em França, a época de reprodução dura até ao fim de Fevereiro até princípios de Março; em Portugal, ela vai de Novembro a Março. Na Andaluzia, elas podem reproduzir-se muitas vezes num ano. Para local de postura de ovos, preferem charcos com bastante vegetação e por vezes riachos. Os machos criam um coaxar relativamente silencioso com a ajuda do par de sacos vocais internos, debaixo de água. As fêmeas podem responder com uma vocalização ("kee, kee"), semelhante à do sisão e do codornizão.
Durante o acasalamento, o macho agarra a fêmea pela cintura com os seus membros anteriores, ao contrário dos Neobatrachia, que agarram as fêmeas debaixo dos braços (veja também amplexo). Para depositar os ovos, o casal ainda amplexado procura um ramo ou caniço na água, onde a fêmea colocará uma massa de ovos com apenas uns poucos centímetros de comprimento, contendo de 40 a 300 ovos. Estes são cinzento escuros a pretos no topo e cobertos de uma geleia. Os girinos precisam aproximadamente de três meses até à metamorfose se a hibernação não intervier. Anteriormente a isto, os girinos podem atingir 6,5 centimetres (9,5 cm) - maior que o animal adulto!

## Distribuição
Os sapinhos-de-verrugas-verdes podem ser encontrados em paisagens abertas, semi-abertas ou mesmo áridas, que são tipicamente caracterizadas pela ocorrência de pinheiros e azinheiras. Parecem preferir também solos calcários. No Norte da sua distribuição, estes animais hibernam de Novembro até Fevereiro/Março, mas no Sul não ocorre hibernação.
A área de distribuição vai desde Portugal, Espanha, França e uma pequena parte do Noroeste de Itália (Piemonte e Ligúria). Em altitude, estas rãs chegam desde o nível do mar até regiões montanhosas médias. A distribuição em França é a mais contínua; aqui, apenas a fronteira oriental e partes do sudoeste não estão colonizadas. No Sul da Península Ibérica, o sapinho-de-verrugas-verdes-ibérico (P. ibericus Sánchez-Herraíz, Barbadillo-Escrivá, Machordom & Sanchíz, 2000) tem vindo a ser considerado como uma espécie separada em anos recentes. A terceira espécie de Pelodytes, o Pelodytes caucasicus (P. caucasicus Boulenger, 1896), está separado geograficamente com a sua distribuição no Cáucaso e Turquia. Pode ser um exemplo de especiação alopátrica num refúgio da idade do gelo.

## Ecologia e comportamento
Durante o dia, os animais descansam debaixo de pedras ou em buracos que eles próprios cavam. Conseguem também escalar relativamente bem. Caçam insetos durante a noite e são predados por corujas-das-torres, entre outros.